# Адеър (окръг, Кентъки)
Окръг Адеър (на английски: Adair County) е окръг в щата Кентъки, Съединени американски щати. Площта му е 1067 km², а населението - 17 244 души (2000). Административен център е град Колумбия. Окръгът е основан през 1801 г. и е кръстен на Джон Адеър, тогава председател на Камарата в Кентъки и по-късно губернатор на Кентъки (1820 – 1824). Окръг Адеър има едни от малкото оцелели американски кестенови дървета в Съединените щати.

## История
Окръг Адеър е сформиран на 11 декември 1801 г. от части на окръг Грийн. Град Колумбия е избран за седалище на окръга на следващата година и първата съдебна сграда е построена през 1806 г.
Окръгът е кръстен в чест на Джон Адеър, ветеран от Войната за независимост и Северозападната индийска война. По-късно той командва войските на Кентъки в битката при Ню Орлиънс. Той е бил осмият губернатор на Кентъки. Окръг Адеър е 44-ият от 120-те окръга на Кентъки. 
След Гражданската война в САЩ, банда от петима мъже, двама от които се смята, че са Франк и Джеси Джеймс от Мисури, ограбват от "Банк оф Колумбия" сумата от $600 на 29 април 1872 г. Те убиват касиера в хода на обира.
Съдебната палата на градския площад Колумбия, завършена през 1884 г., заменя оригиналната съдебна палата от 1806 г.

## География
Според Бюрото за преброяване на населението на САЩ, окръгът има обща площ от 412 квадратни мили (1 070 km 2), от които 405 квадратни мили (1 050 km 2) са земя и 7,1 квадратни мили (18 km 2) (1,7%) са вода. Той е част от района на платото Пенироял в Кентъки и е част от западните Апалачи. Над 40% от земята на окръга е покрита с дървен материал.
Зелената река е основният воден път на окръга. Реката е задържана, за да образува езерото Грийн Ривър, което се намира в окръзите Адеър и Тейлър.

## Съседни окръзи
- Окръг Тейлър – север
- Окръг Кейси – североизток
- Окръг Ръсел - изток
- Окръг Къмбърланд – юг
- Окръг Меткаф – югозапад
- Окръг Грийн – северозапад

## Икономика
В окръг Адеър се отглежда добитък, произвеждат се млечни продукти, царевица и тютюн. Окръгът преживява незначителен петролен бум през 60-те години на миналия век.
Липсата на подходяща транспортна инфраструктура пречи на просперитета на окръга през 20-ти век. Завършването на магистрала Къмбърланд Паркуей /Cumberland Parkway/ през 1973 г. значително облекчава този проблем. 

## Известни жители
- Томас Е. Брамлет, 23-ят губернатор на Кентъки.[4]
- Робърт Портър Колдуел (1821–1885), конгресмен на САЩ, роден в окръг Адеър.[11]
- Едгар Дидъл, американски треньор по баскетбол за мъже в университета в Западен Кентъки.[12]
- Джанис Холт Джайлс (1909–1979), писателка, известена с регионалните си романи и нехудожествена литература, живее в окръг Адеър от 1949 г. до смъртта си през 1979 г.[13]
- Джеймс Р. Хиндман,  23 -ият вицегубернатор на Кентъки.[4]
- Сержант Дакота Майер (р. 1988), роден и първоначално образован в окръг Адеър, получил Медал на честта през 2011 г. за действията си в операция „Непреклонна свобода“ в Афганистан през 2009 г.[14]
- Пинкни Х. Уокър, главен съдия на Върховния съд на Илинойс, роден в окръг Адеър.[15]
- Евелин Уест, кабаретна и бурлеска актриса.[16]
- Франк Лейн Улфорд, представител на САЩ от Кентъки.[4]